# Mike Tomlin
Michael Pettaway Tomlin (nascido em 15 de março de 1972) é um treinador de futebol americano que é o 16º treinador do Pittsburgh Steelers da National Football League (NFL), tendo liderado a equipe desde 2007. Com a vitória no Super Bowl XLIII em 1º de fevereiro de 2009 contra o Arizona Cardinals, Tomlin se tornou o mais jovem treinador da história da NFL a levar sua equipe ao título do Super Bowl.

## Primeiros anos
Tomlin nasceu em Hampton, Virginia , o mais novo de dois filhos; seu irmão, Eddie, é três anos e meio mais velho. Seu pai, Ed Tomlin, jogou futebol no Instituto Hampton na década de 1960, foi selecionado pelo Baltimore Colts e depois jogou pelo Montreal Alouettes da Canadian Football League. O mais velho Tomlin morreu em janeiro de 2012 de um ataque cardíaco em Ocala, Flórida, aos 63 anos.
No entanto, Tomlin mal conhecia seu pai biológico pois ele foi criado por sua mãe e seu padrasto, Julia e Leslie Copeland, que se casaram quando Tomlin estava com seis anos de idade. Leslie Copeland trabalhou 37 anos para o Serviço Postal dos EUA, onde era classificadora.

## Escola e faculdade
Tomlin se formou em 1990 na Denbigh High School em Newport News, Virgínia. Ele freqüentou o Colégio William e Mary, tornando-se membro da fraternidade Kappa Alpha Psi. Jogando como wide receiver, ele foi uma seleção da Segunda-Equipe da Conferência All-Yankee em 1994.

## Carreira de treinador

### Futebol universitário
Sua carreira de treinador começou em 1995 como treinador de Wide receiver do Instituto Militar da Virgínia sob o comando do técnico Bill Stewart.
Tomlin passou a temporada de 1996 como assistente de pós-graduação na Universidade de Memphis, onde trabalhou com os Defensive back e as equipes especiais.
Após um breve período na Universidade do Tennessee, Tomlin foi contratado pela Arkansas State University em 1997 para treinar os Defensive back. Tomlin ficou lá por duas temporadas, antes de ser contratado como treinador de Defensive back na Universidade de Cincinnati.

### National Football League

#### Posições como treinador
Tomlin foi contratado como técnico de Defensive back do Tampa Bay Buccaneers em 2001, onde aprendeu pela primeira vez a defesa Tampa 2, que ele usaria em trabalhos posteriores como treinador.
Em 2002 e 2005, os Buccaneers lideraram a NFL em defesa (menor número de jardas permitidas por jogo). Durante o mandato de Tomlin, a defesa nunca ficou abaixo do sexto lugar geral. Quando os Buccaneers venceram o Super Bowl XXXVII em janeiro de 2003, a equipe registrou cinco interceptações no Super Bowl, três das quais foram devolvidas para touchdowns.

#### Coordenador defensivo
Tomlin foi selecionado pelo treinador do Minnesota Vikings, Brad Childress, para ser seu coordenador defensivo em 2006.
Dois dos jogadores do elenco dos Vikings eram na verdade mais velhos que Tomlin. Ele tinha sido companheiro de equipe do safety dos Vikings, Darren Sharper, enquanto estavam em William e Mary. Os Vikings de 2006 terminaram com a oitava melhor defesa da NFL, mas tiveram a distinção incomum de terminar como a melhor defesa contra a corrida e a pior defesa contra o passe.

#### Treinador principal

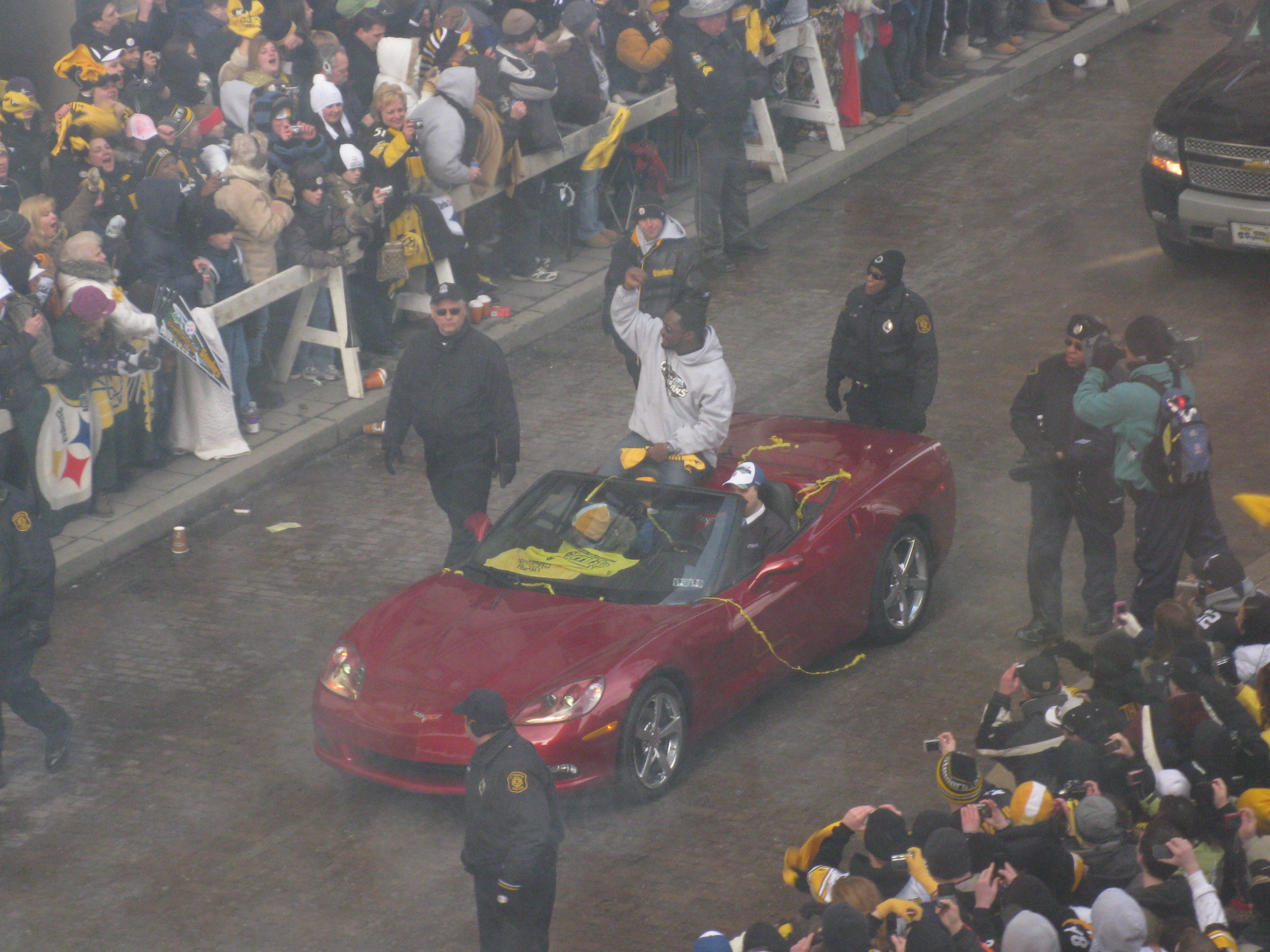
Tomlin no desfile da vitória depois de vencer o Super Bowl XLIII.

Depois de passar o ano de 2006 como coordenador defensivo dos Vikings, Tomlin foi selecionado para ser entrevistado para o cargo de treinador do Pittsburgh Steelers. Com apenas um ano de experiência como coordenador defensivo, Tomlin foi contratado em 27 de janeiro de 2007 para se tornar o décimo sexto treinador dos Steelers. Ele substituiu Bill Cowher que se aposentou depois de passar 15 anos no time. Ele também havia sido entrevistado para a vaga de treinador do Miami Dolphins, que eventualmente foi dado a Cam Cameron.
Com Tomlin, os Steelers continuaram com uma tendência de contratar treinadores na casa dos 30 anos. Os outros foram Cowher (34 anos em 1992), Chuck Noll (38 anos em 1969), Bill Austin (38 anos em 1966), John Michelosen (32 anos em 1948), Jim Leonard (35 anos em 1945), Aldo Donelli (33 anos em 1941), Walt Kiesling (35 anos em 1939), Johnny "Blood" McNally (33 anos em 1937) e Joe Bach (34 anos em 1935).
Tomlin é o décimo treinador principal afro-americano na história da NFL e o primeiro na franquia Steelers. O dono dos Steelers, Dan Rooney, serviu como chefe do comitê de diversidade da NFL e propôs a Regra Rooney, exigindo que as equipes entrevistassem pelo menos um candidato de minoria étnica ao contratar um novo treinador. Embora a ascensão de Tomlin a um trabalho de treinador da NFL tenha sido citada como evidência de que a regra funcione como pretendido, o próprio Rooney contesta isso, pois ele já havia entrevistado um candidato minoritário antes de entrevistar Tomlin.
Termos do contrato de Tomlin não foram oficialmente liberados. O Pittsburgh Post-Gazette divulgou um acordo de quatro anos com US $ 2,5 milhões por ano, com uma opção pelo quinto ano. Ele é o terceiro técnico consecutivo da equipe a vencer seu primeiro jogo e o primeiro na história da equipe a vencer seu primeiro jogo contra o rival Cleveland Browns.
Em contraste com Bill Cowher, que manteve apenas um membro da antiga comissão técnica, Tomlin manteve muitos dos assistentes de Cowher, principalmente o coordenador defensivo Dick LeBeau, apesar de sua filosofia defensiva contrastante com a de Tomlin. Isso foi feito para manter a química da equipe, já que a equipe tinha ganho o Super Bowl a 2 anos na época da contratação de Tomlin.
Os Steelers terminaram a primeira temporada de Tomlin como treinador principal, com a melhor defesa da NFL. Tomlin levou os Steelers ao título da AFC North de 2007 e uma campanha de 10-6 em seu primeiro ano como treinador principal. Os Steelers perderam na primeira rodada dos playoffs para o Jacksonville Jaguars por 31-29.
Tomlin começou sua carreira com uma campanha de 15-7 na temporada regular - assim como seu antecessor Cowher e o líder de todos os tempos, Don Shula. Ele estabeleceu o recorde de mais vitórias seguidas da franquia, depois de vencer 22 jogos em suas duas primeiras temporadas como treinador principal; Além disso, ele se tornou o primeiro técnico dos Steelers a ganhar títulos de divisão em suas duas primeiras temporadas.
Quando os Steelers derrotaram o Baltimore Ravens no AFC Championship Game de 2008, Mike Tomlin se tornou o mais jovem treinador da NFL a liderar sua equipe para um Super Bowl. Ele também se tornou o terceiro afro-americano a treinar uma equipe para o Super Bowl, depois de Lovie Smith, Chicago Bears, e Tony Dungy, Indianápolis Colts, os dois técnicos adversários no Super Bowl XLI. Depois de duas temporadas, com uma campanha de 22-10, ele foi o treinador mais vitorioso na história do Steelers, com base em uma porcentagem de vitórias (68,8%).
Em 29 de janeiro de 2009, Tomlin foi nomeado o Treinador do Ano da NFL em 2008. Em 1 de fevereiro de 2009, aos 36 anos, Tomlin tornou-se o treinador mais jovem a vencer o Super Bowl quando os Steelers derrotaram o Arizona Cardinals no Super Bowl XLIII. O recorde anterior foi realizado por Jon Gruden que tinha 39 anos quando venceu o Super Bowl XXXVII com o Tampa Bay Buccaneers. Coincidentemente, Tomlin era o treinador de defensive back quando os Buccaneers venceram o Super Bowl e foi um componente-chave para o sucesso naquele ano.
Em 13 de julho de 2010, Tomlin assinou uma extensão de contrato de três anos com os Steelers. Em 2010, ele treinou os Steelers para uma campanha de 12-4. Tomlin os levaria ao Super Bowl pela segunda vez em três anos. No Super Bowl XLV, os Steelers perderam para o Green Bay Packers por 31-25.
Em 13 de novembro de 2011, Tomlin venceu seu 50º jogo como treinador dos Steelers em uma vitória por 24-17 sobre o Cincinnati Bengals. Dos 16 treinadores principais da história da franquia, Tomlin foi o quarto a alcançar este marco. Em 24 de julho de 2012, Tomlin recebeu uma extensão de contrato de três anos até a temporada de 2016. Os termos financeiros não foram divulgados.
Na temporada 2012-2013, os Steelers terminaram com uma campanha de 8-8 devido a contusões do quarterback Ben Roethlisberger e da linha ofensiva. Foi a segunda vez que os Steelers não conseguiram ir para os playoffs sob o comando de Tomlin como treinador principal.
Enfrentando o Baltimore Ravens em 28 de novembro de 2013 em um jogo no horário nobre do Dia de Ação de Graças com grandes implicações nos playoffs, Tomlin se tornou objeto de polêmica quando o replay mostrou que ele possivelmente interferia no retorno do chute. Vários jogadores dos Ravens afirmaram que Tomlin havia intencionalmente interferido; se as autoridades tivessem concordado, um touchdown poderia ter sido concedido aos Ravens com base no ato palpavelmente injusto. No entanto, nenhuma penalidade foi marcada. Se foi considerado intencional ou não, Tomlin foi amplamente criticado na mídia. Depois do jogo, Tomlin se defendeu, afirmando que ele simplesmente tinha andado muito perto do campo, um erro que ele disse que os treinadores costumam fazer. A liga anunciou subsequentemente que estava investigando o assunto, com o potencial de uma multa pesada e confisco da escolha de draft. Em 4 de dezembro de 2013, a NFL anunciou que havia multado Tomlin em US $ 100.000 e insinuou que estava considerando retirar as escolhas de draft dos Steelers porque suas ações afetaram a jogada em campo. A multa de $ 100.000 foi a segunda maior de um técnico da história da NFL.
Durante um jogo em 29 de outubro de 2017, Tomlin se tornou o terceiro técnico da história da NFL a terminar com uma campanha de 50% ou melhor em suas primeiras dez temporadas com uma equipe (Steelers). Ele está apenas atrás de John Madden (Raiders) e Curly Lambeau (Packers).

### Registro como treinador principal
| Time  | Ano   | Temporada regular | Temporada regular | Temporada regular | Temporada regular | Pós-Temporada | Pós-Temporada | Pós-Temporada                                                  |
| Time  | Ano   | Vitória           | Derrota           | Empate            | Finish            | Vitória       | Derrota       | Resultado                                                      |
| ----- | ----- | ----------------- | ----------------- | ----------------- | ----------------- | ------------- | ------------- | -------------------------------------------------------------- |
| PIT   | 2007  | 10                | 6                 | 0                 | 1º na AFC North   | 0             | 1             | Derrota para o Jacksonville Jaguars no Wild Card da AFC        |
| PIT   | 2008  | 12                | 4                 | 0                 | 1º na AFC North   | 3             | 0             | Campeão doSuper Bowl XLIII                                     |
| PIT   | 2009  | 9                 | 7                 | 0                 | 3º na AFC North   | –             | –             | –                                                              |
| PIT   | 2010  | 12                | 4                 | 0                 | 1º na AFC North   | 2             | 1             | Derrota para o Green Bay Packers no Super Bowl XLV             |
| PIT   | 2011  | 12                | 4                 | 0                 | 2º na AFC North   | 0             | 1             | Derrota para o Denver Broncos no Wild Card da AFC              |
| PIT   | 2012  | 8                 | 8                 | 0                 | 3º na AFC North   | –             | –             | –                                                              |
| PIT   | 2013  | 8                 | 8                 | 0                 | 2º na AFC North   | –             | –             | –                                                              |
| PIT   | 2014  | 11                | 5                 | 0                 | 1º na AFC North   | 0             | 1             | Derrota para o Baltimore Ravens no Wild Card da AFC            |
| PIT   | 2015  | 10                | 6                 | 0                 | 2º na AFC North   | 1             | 1             | Derrota para o Denver Broncos na Divisional Round da AFC       |
| PIT   | 2016  | 11                | 5                 | 0                 | 1º na AFC North   | 2             | 1             | Derrota para o New England Patriots na Final da AFC            |
| PIT   | 2017  | 13                | 3                 | 0                 | 1º na AFC North   | 0             | 1             | Derrota para o Jacksonville Jaguars no Divisional Round da AFC |
| PIT   | 2018  | 9                 | 6                 | 1                 | 2º na AFC North   | –             | –             | –                                                              |
| PIT   | 2019  | 8                 | 8                 | 0                 | 2º na AFC North   | –             | –             | –                                                              |
| PIT   | 2020  | 12                | 4                 | 0                 | 1º na AFC North   | 0             | 1             | Derrota para o Cleveland Browns no Divisional Round da AFC     |
| PIT   | 2021  | 9                 | 7                 | 0                 | 2º na AFC North   | 0             | 1             | Derrota para o Kansas City Chiefs no Wild Card da AFC          |
| PIT   | 2022  | 9                 | 8                 | 0                 | 3º na AFC North   | –             | –             | –                                                              |
| PIT   | 2023  | 10                | 7                 | 3                 | 3º na AFC North   | 0             | 1             | Derrota para o Buffalo Bills no Wild Card da AFC               |
| Total | Total | 173               | 100               | 2                 |                   | 8             | 10            |                                                                |

## Carreira
| Treinador      | Equipe               | Cargo                       | Ano(s)    |
| -------------- | -------------------- | --------------------------- | --------- |
| Tony Dungy     | Tampa Bay Buccaneers | Treinador de Defensive back | 2001      |
| Jon Gruden     | Tampa Bay Buccaneers | Treinador de Defensive back | 2002–2005 |
| Brad Childress | Minnesota Vikings    | Coordenador Defensivo       | 2006      |

| Treinador          | Equipe(s)         | Ano(s)        |
| ------------------ | ----------------- | ------------- |
| Bruce Arians       | Arizona Cardinals | 2013–2017     |
| Sean Kugler        | UTEP              | 2013–2017     |
| Scottie Montgomery | East Carolina     | 2016–Presente |

## Vida pessoal
Tomlin conheceu sua esposa, Kiya Winston, enquanto eles eram estudantes no Colégio William & Mary. Tomlin se formou em Sociologia em 1995. Eles têm três filhos: Michael Dean, nascido em 2000, Mason, nascido em 2002; e Harlyn Quinn, nascida em 2006. Tomlin reside com sua família no bairro de Squirrel Hill em Pittsburgh e freqüenta a Igreja da Aliança Cristã e Missionária.
Tem sido observado que Tomlin se assemelha ao ator Omar Epps, uma semelhança que foi referenciada em um episódio da série House em novembro de 2009, no episódio 8 da sexta temporada, "Ignorance Is Bliss", quando House menciona se sentir como Mike Tomlin, tendo sua equipe de volta, mas provavelmente não tanto quanto Eric Foreman (personagem de Epps).